# Смородщина
Сморо́дщина — село в Україні, у Чутівській селищній громаді Полтавського району Полтавської області. Населення становить 509 осіб.

## Географія
Село Смородщина знаходиться за 3 км від правого берега річки Тагамлик, за 1,5 км від села Рубанівка. По селу протікає пересихаючий струмок з загатою. За 3 км проходить автомобільна дорога М03.

## Історія
12 червня 2020 року, відповідно до розпорядження Кабінету Міністрів України № 721-р «Про визначення адміністративних центрів та затвердження територій територіальних громад Полтавської області», село увійшло до складу Чутівської селищної громади.
19 липня 2020 року, в результаті адміністративно - територіальної реформи та ліквідації Чутівського району, село увійшло до складу новоутвореного Полтавського району.

## Населення

### Мова
Розподіл населення за рідною мовою за даними перепису 2001 року:
| Мова            | Відсоток |
| --------------- | -------- |
| українська      | 95,09%   |
| російська       | 4,52%    |
| інші/не вказали | 0,39%    |

## Економіка
- «Чутово-Браун», ТОВ (Птахофабрика закрита в 2006 році. З 2016 розпочато реконструкцію)
- «Перше Травня», кооператив.

## Об'єкти соціальної сфери
- Школа (недіюча)
- Будинок культури.